# Strigile

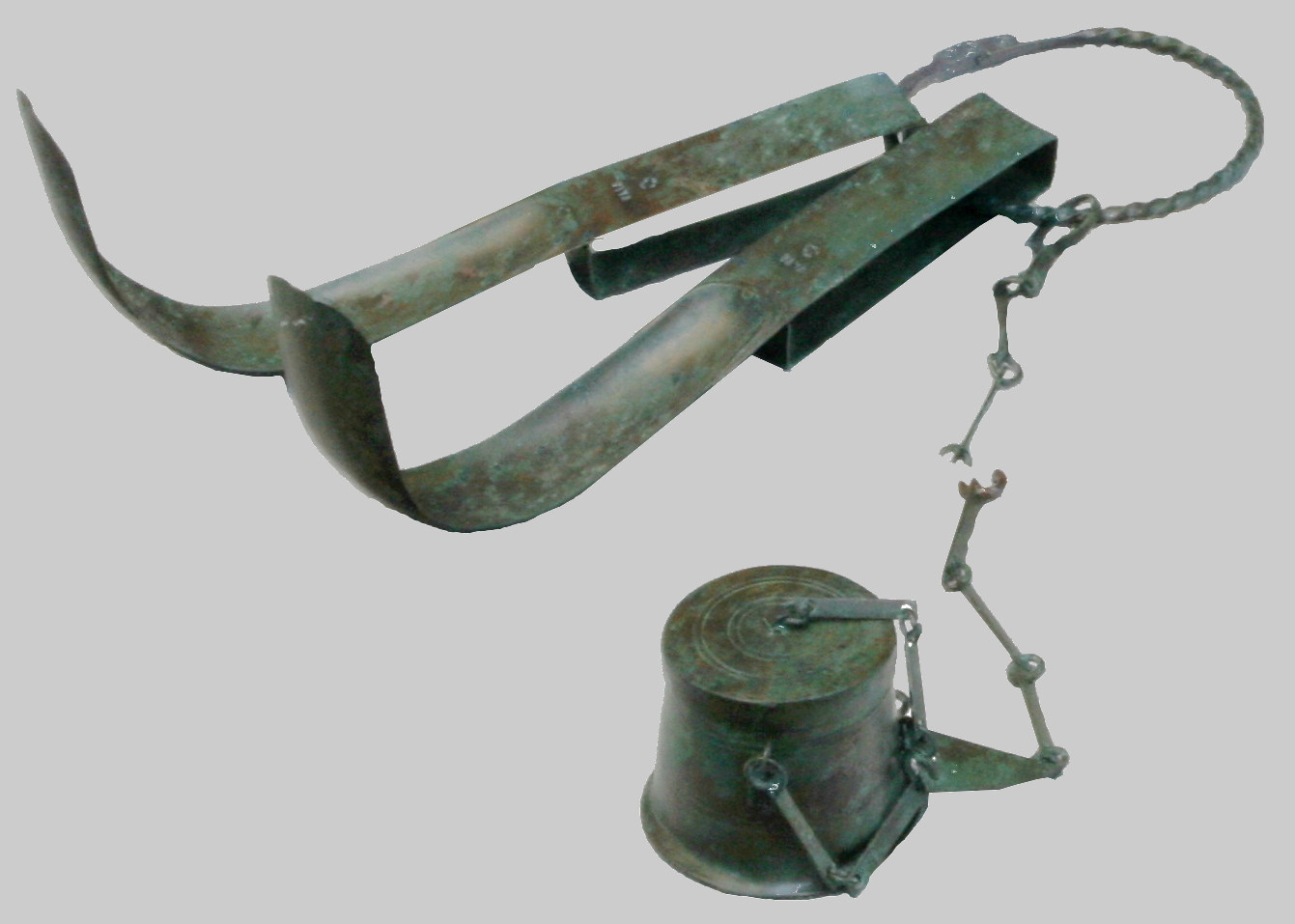
Strigili romani del I secolo a.C.

Lo strìgile (in greco antico: στλέγγις?, stléngis) era uno strumento in metallo impiegato nell'antichità, alle terme o in palestra, per detergere dal corpo la mistura di olio e polvere usata per pulirsi. Tale pratica restò in auge fino alla diffusione del sapone, di origine barbarica, avvenuta nella tarda antichità. 
Esso si presenta come un oggetto composto dal manico e una terminazione ricurva, non tagliente: tale conformazione restò pressoché immutata nel corso dei secoli. Presso i romani ed i greci era impiegato esclusivamente dagli uomini, in particolar modo dagli atleti e dai soldati dopo una prova fisica; presso gli etruschi era in uso anche dalle donne.

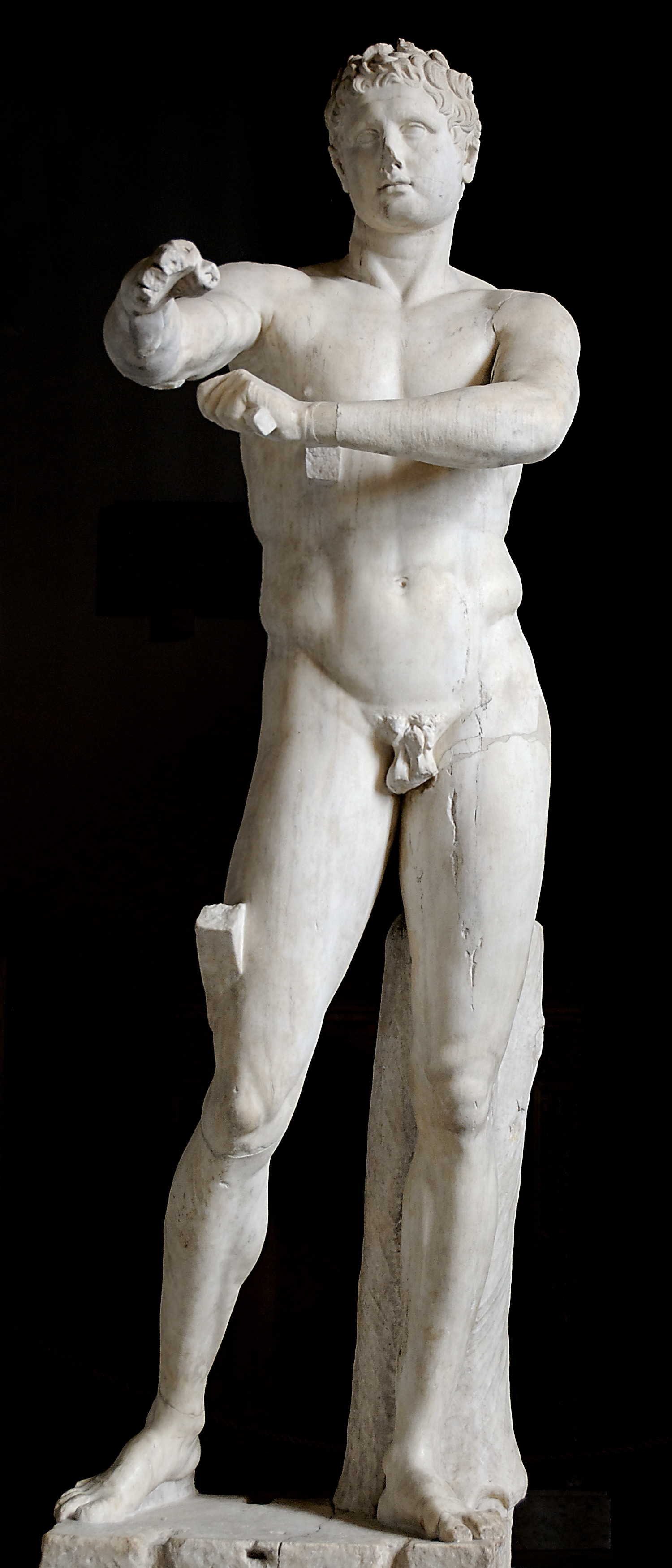
Una copia dell'Apoxyomenos, ossia "colui che si deterge", di Lisippo, conservata ai Musei Vaticani

Possiamo trovare un esempio della sua applicazione nella scultura dell'Apoxyómenos di Lisippo datato 320 a.C.

## Arte

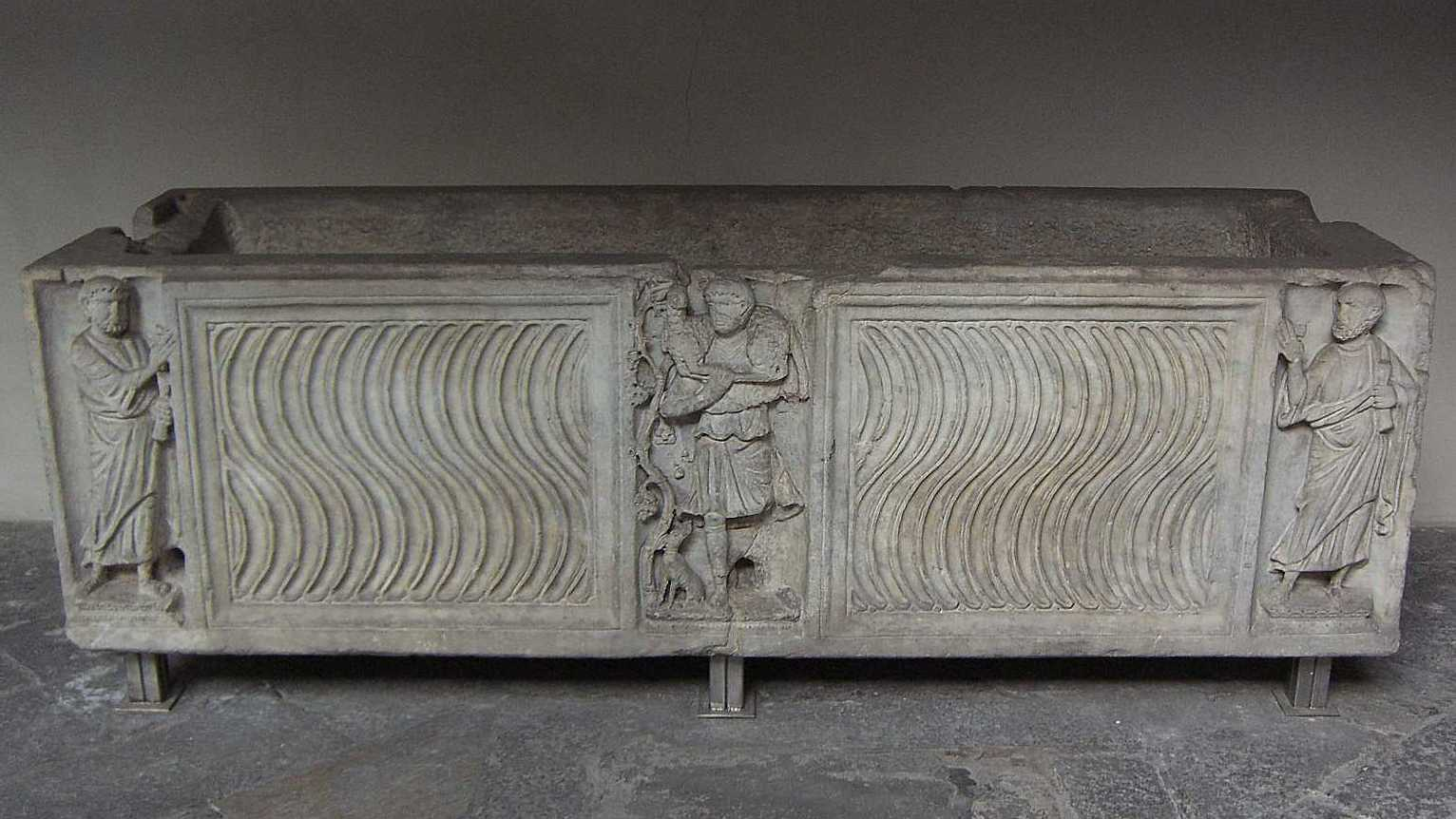
Sarcofago strigilato
Monza, Museo del Duomo

Con il termine strigilatura s'intende una decorazione costituita da una serie di esse parallele, scolpita in genere sulla parete frontale di un sarcofago.